# 水南村
水南村是中华人民共和国广东省广州市从化区太平镇所辖的一个行政村。村委会设在水南头，位于太平圩西北面约4千米。1958年人民公社化时成立水南大队，因驻水南头自然村得名。1983年12月改称乡，1987年1月改称村。辖6条自然村（水南头、大塘边、门口岭、新成庄、七佬岭、埔门口）。1998年时，全村共有644户，人口2604人。